# Ziphosuchia
Ziphosuchia – klad krokodylomorfów z grupy Mesoeucrocodylia. Po raz pierwszy skonstruowano go w 2000. Uznano, że chodzi o klad obejmujący Notosuchus, Libycosuchus i Sebecosuchia. W badaniu filogenetycznym ze zdefiniowano go jako obejmującego ostatniego wspólnego przodka Notosuchus, Libycosuchus i Baurusuchoidea z wszystkimi jego potomkami.
Ziphosuchia uznaje się często za grupę siostrzaną kladu Neosuchia obejmującego współczesny krokodyle. Ponieważ zapis kopalny Neosuchia rozciąga się od jury wczesnej dzięki obecności rodziny Goniopholididae, nieobecna a zapisie kopalnym linia Ziphosuchia datowana jest na moment podziału tych grup.